# Sam Heughan
Sam Roland Heughan (/ˈhjuːən/; født 30. april 1980) er en skotsk skuespiller, producer, forfatter og entreprenør. Han er bedst kendt for sin rolle som Jamie Fraser i Starz' tv-serie Outlander (2014-nu), for hvilken rolle han har vundet flere priser for.
Heughan har også medvirket i film, såsom spion-komedien The Spy Who Dumped Me (2018) og superhelte-filmen film Bloodshot (2020). Blandt sine mange teateropsætninger har han været nomineret til Laurence Olivier Award for Most Promising Performer for sin optræden i Outlying Islands, som var opsat på Royal Court Theatre Upstairs.
Heughan og hans Outlander-kollega Graham McTavish forfattede sammen Clanlands: Whisky, Warfare, and a Scottish Adventure Like No Other, som gik nr 1 på New York Times' bestseller-liste for hardcover nonfiktion og for kombineret print- og e-book-nonfiktion i november 2020. I 2020 lancerede Heughan sit eget whiskey-mærke, The Sassenach, som er opkaldt efter hans Outlander-karakters kælenavn til sin kone, Claire Fraser. Whiskeyen vandt dobbelt guld til San Francisco World Spirits Competition to år i træk (2020 og 2021).[kilde mangler]

## Opvækst og uddannelse
Sam Roland Heughan blev født d. 30. april 1980 i Balmaclellan, Skotland, i den historiske landsdel ved Kirkcudbrightshire i Dumfries and Galloway. Hans forældre havde været del af et hippie-samfund i London, kaldt Gandalf's Garden,[kilde mangler] som var stærkt påvirket af J. R. R. Tolkien, hvilket inspirerede dem til at opkalde Heughan og hans ældre bror Cirdan efter karakterer i Ringenes Herre. Hans mor, Chrissie Heughan, som var kunstner og papir-håndværker, kæmpede for at opfostre de to brødre efter deres far forlod familien, da drengene var små. Da Heughan var fem år, flyttede familien til New Galloway, hvor han gik på Kells Primary School. Familien boede imens i nogle ombyggede stalde under Kenmure Castle.
Familien flyttede til Edinburgh, da Heughan var 12 år, hvor han kom på James Gillespie's High School i et år, inden han blev overflyttet til Edinburghs Rudolf Steiner School frem til slutningen af hans sjette år. Han brugte de efterfølgende to år på at arbejde og rejse, inden han blev optaget på Royal Scottish Academy of Music and Drama (nu Royal Conservatoire of Scotland) i Glasgow, hvorfra han dimitterede i 2003. I løbet af sin skoletid optrådte han i flere opsætninger, bl.a. The Twits på Citizens Theatre, en fortolkning af Fyodor Dostojevskijs Crime and Punishment, Anton Tjekhovs The Seagull, Aeschylus' græske tragedie Prometheus Bound, og Shakespeares Romeo og Julie. Kort før sin dimission i 2002, blev Heughan udvalgt som en ud af fire studerende til at repræsentere RSAMD ved BBC Carlton Hobbs radio talent-konkurrence.

## Karriere
Mens Heughan studerede optrådte han i Outlying Islands, et stykke af den skotske dramatiker David Greig. Stykket havde premiere på Traverse Theatre i Edinburgh, før det blev flyttet til Royal Court Theatre i London. Heughan blev nomineret til Laurence Olivier Award for Most Promising Performer for sin optræden.
I 2004 medvirkede Heughan i sin første professionelle tv-rolle i miniserien Island at War, et 2. verdenskrigsdrama om den tyske besættelse af Kanaløerne. Det følgende år medvirkede han i flere episoder af den skotske sæbeopera River City, samt spillede den utro ægtemand Pony William i David Harrowers opsætning Knives in Hens på Tron Theatre i Glasgow. Mellem 2006 og 2009 medvirkede Heughan i flere made-for-television film og miniserier, bl.a. BBC og PBS' samarbejdende miniserie The Wild West (2006), Channel 4's dokudrama A Very British Sex Scandal (2007) og BBC Fours Breaking the Mould (2009). Imens medvirkede han også i forskellige tv-serier, bl.a. ITV's Midsomer Murders, ITV's krimidrama Rebus samt to episoder af BBC's polititiske drama Party Animals. Fra 2007 til 2009 var Heughan med i flere live-produktioner deriblandt Noël Cowards The Vortex på Royal Exchange Theatre, Shakespeares Hamlet på Citizen's Theatre, Iain F. MacLeods The Pearlfishers at the Traverse Theatre, Shakespeares Romeo og Julie på Dundee Repertory Theatre, Macbeth på Royal Lyceum Theatre, og Nicholas de Jonghs Plague Over England på Duchess Theatre.
I 2009 fik Heughan den tilbagevendende rolle som Scott Nielson, sygeplejerske Cherry Malones kæreste samt hemmelige narkohandler i BBC's sæbeopera Doctors. Han blev herfor nomineret til en British Soap Award, i kategorien Villain of the Year, for hans 21 episoder i serien. Det følgende år medvirkede han som titelkarakteren i direct-to-video filmen Young Alexander the Great, som blev filmet i Egypten og fortæller om livet af den unge mand der skulle blive Alexander the Store. Han medvirkede senere i BBC's tv-film First Light, der fortæller historien om RAF-piloten Geoffrey Wellums oplevelser om at flyve en Spitfire i slaget om England, baseret på hans memoir af samme navn. Herfra medvirkede han i PBSs BAFTA-vindende miniserie Any Human Heart, som er historien om forfatter Logan Mountstuarts liv hvirvlet i de historiske begivenheder omkring ham, som er baseret på William Boyds roman af samme navn. Heughan vendte tilbage til teatret senere det år i dramatikeren Phyllis Nagys fortolkning af Patricia Highsmiths roman The Talented Mr. Ripley på Royal & Derngate. I løbet af samme år spillede Heughan også Hugh Tennent, grundlægger af Tennent's Lager, i en serie af komiske reklamer, som fik flere roser ved Scottish Advertising Awards.
I Hallmark Channels film A Princess for Christmas spillede Heughan Prins Ashton i 2011, en rolle hvor han spillede overfor Roger Moore og sikrede ham en nomination til Most Inspiring Performance ved Grace Awards. Samme år medvirkede han i Steve Waters' udsolgte stykke Amphibians, en dobbelt-fortælling om de olympiske svømmere Max and Elsa, på Bridewell Theatre. I de næste to år var han at finde som Batman på turnéscenen i Batman Live. Under samme periode kom han i mediernes søgelys, fordi han hjalp til ved en anholdelse. I 2012 optrådte han som hovedrollen i Shakepeares King John på Òran Mór Theatre.
I 2013 fik Heughan rollen som Jamie Fraser i Starz' tidsrejsende dramaserie Outlander. Han var det første officielle cast og valget blev meget rost af bogseriens forfatter Diana Gabaldon, som udtalte, "Den mand er en skotte ind til benet og Jamie Fraser i hjertet. Efter at have set Sam Heughan ikke blot spille, men faktisk være Jamie, er jeg uendeligt taknemmelig for produktionsteamets omhyggelige opmærksomhed på historiens og karakternes sjæl." Både han og hans kollega Caitriona Balfe blev faste roller i serien og senere producere på showet. 
Heughan begyndte at medvirke i selvstændige film i 2014, og spillede med i den psykologiske thriller Emulsion, som fortæller historien om en mand der ikke kan komme videre efter sin kones forsvinden. Han medvirker også i komedien Heart of Lightness, hvor Heughan spiller sammen med to af sine fremtidige Outlander-kolleger: Laura Donnelly, som spiller Jamies søster Jenny Murray samt Rosie Day, som spiller Mary Hawkins i seriens anden sæson. Han fortsatte efterfølgende med at spille hovedrollen Jacob i den selvstændige film fra 2016, When the Starlight Ends, som havde premiere på Other Venice Film Festival.
I 2018 spillede Heughan MI6-agenten Sebastian Henshaw i actionkomedien The Spy Who Dumped Me, overfor Mila Kunis og Kate McKinnon, som blev indspillet under en sæsonpause af Outlander. Samme år fik han sit første stemmerolle-projekt, hvor han medvirkede i Warner Bros. Interactive Entertainment videospil Lego DC Super-Villains som Mirror Master. I maj samme år var Heughan gæst på BBC Two Scotlands specialudgave af The Adventure Show, samme med Cameron McNeish, i et afsnit med titlen "Take A Hike", som fokuserede på skotternes lidenskab for at vandre. Det blev også officielt, at Heughan skulle spille Corporal Jimmy Dalton i Bloodshot, en fortolkning af den bedstsælgende tegneserie fra Valiant-universet, overfor Vin Diesel og Michael Sheen. Bloodshot havde premiere i marts 2020. I november 2018 blev Heughan castet som Tom Buckingham, hovedrollen i SAS: Red Notice, en film baseret på romanen af samme navn af Andy McNab.
I 2019 blev det annonceret, at Heughan skulle spille Paul Newman i To Olivia, en biografisk film om Patricia Neal og Roald Dahl, sammen med Keeley Hawes og Hugh Bonneville. I 2020 blev Heughan castet som Henry i den regency'ske rom-com Mr. Malcom's List, som er baseret på bogen af sammen navn af Suzanne Allain. Samme år blev Heughan sammen med Priyanka Chopra Jonas og Celine Dion castet til det romantiske drama Text for You, som er en genindspilning af den tyske film SMS Fur Dich.
Udover sit skuespil har Heughan fungeret som den første Global Brand Ambassador for det engelsk tøjmærke Barbour, startende i 2016. Han udsendte flere kollektioner siden den første efterårs/vinter line i 2017, hvor han var med som co-designer.
I november 2020 udgav Heughan en rejseberetning med titlen Clanlands: Whisky, Warfare, and a Scottish Adventure Like No Other sammen med Outlander-kollegaen Graham McTavish. Bogen blev en bestseller og gik bl.a. nr 1 på New York Times' Best Seller Lists for hardcover nonfiktion og i combined print and e-book nonfiction-kategorien samt #1 på Publishers Weekly Bestseller List for hardcover nonfiktion. Clanlands skal ses som følgesvend til Men in Kilts: A Roadtrip With Sam and Graham, en tv-serie på otte afsnit opfundet og indspillet af Heughan og McTavish, som havde premiere på Starz i februar 2021.
I 2020 lancerede Heughan sit eget whiskey-mærke, The Sassenach, gennem hans eget Great Glen Company. The Sassenach kan få i Storbritannien og enkelte amerikanske stater og fik dobbelt guld ved San Francisco World Spirits Competition i 2020.

## Politiske synspunkter og filantropi
Heughan var en højlydt fortaler for den skotske uafhængighed fra Storbritannien under folkeafstemningen om skotsk uafhængighed i 2014, hvor han er blevet citeret for at sige: "I starten var jeg en gennemgående modstander af selvstændigheden, men så vendte jeg 180 grader og blev til slut en meget klar fortaler for Yes-kampagnen. Jeg kom frem til, at det i sidste ende ville være et skridt nærmere mere demokrati for Skotlands folk"."
Heughan tillægger meget af sin tidlig succes al den tid han brugte ved ungdomsteatret og han blev i august 2014 protektor for Youth Theatre Arts Scotland. Om sin position som protektor, har han sagt, "Jeg tror at det jeg gerne vil bidrage til er, at hvis du bruger ungdomsteatret, kan det være en genvej til større karrieremuligheder." Han støtter organisationens mission som er "at transformere liv gennem ungdomsteatret ved at give inspirerende deltagelsesmuligheder for unge mennesker i Skotland.'
I 2015 startede Heughan organisationen My Peak Challenge, et trænings-, kost- og støtteprogram som giver deltagerne en følelse af sammenhold mens de arbejder hen mod personlige mål og samtidig indsamler penge til velgørenhed. Foreningen har teamet op med Leukemia Lymphoma Research, Bear Strength Clothing og Fight Camp Glasgow for at samle penge ind til kræftforskning. I 2019 Heughan teamede op med Omaze, som indsamlede $2,892,080 for Bloodwise UK ved MPC Gala i 2019.
I september 2016 deltog Heughan i Great North Run for at indsamle penge til Bloodwise, som han har støttet siden 2011, og blev formand for Scotland Bloodwise.
I 2018 løb han både i Stirling og EMF Edinburgh Marathons indenfor en måned for at indsamle penge til Cahonas Scotland og deres Testicular Cancer Education and Awareness Programme. Han indsamlede £38,224 til velgørenheden.
Heughan modtog en æresgrad fra University of Stirling i juni 2019 på baggrund af hans "enestående bidrag til skuespillet og velgørende arbejde". Hans anden æresgrad på samme baggrund fik han af University of Glasgow i juli 2019.

## Privatliv
Heughan er meget privat om sit kærlighedsliv og har kun haft et officielt bekræftet forhold til skuespiller MacKenzie Mauzy fra 2015 til 2017. Parret optrådte første gang sammen ved en Oscar-fest i 2017. Heughan er ellers blevet kædet sammen med andre skuespillerinder som Cody Kennedy, Abbie Salt og slutteligt Amy Shiels i løbet af 2018. De førstnævnte var inden Heughans gennembrud som skuespiller, hvilket kan forklare de mange uvisheder og rygter. 
Han har altid sat sin karriere forrest og siger selv, at det er svært at finde en kæreste og kærligheden, især fordi “forhold bliver vanskelige, når du arbejder i Skotland 10 måneder om året."  Heughan har udtalt, at han er meget inspireret af kærligheden i hans Outlander-karakters ægteskab og siger, at han håber, at han med tiden kan finde en, som han kan opleve samme kærlighed med. Der har gennem den første sæson af Outlander været rygter om et muligt forhold til Outlander-kollegaen Balfe, men både Heughan og Balfe har begge afkræftet rygterne og Heughan har udtalt, "Vi er som bror og søster nu - vi kender hinanden så godt og har arbejdet sammen i seks år, det er jo helt vildt."

## Filmografi

### Film
| År   | Titel                     | Rolle             | Noter           |
| ---- | ------------------------- | ----------------- | --------------- |
| 2001 | Small Moments             | Kæreste           | Kortfilm        |
| 2010 | Young Alexander the Great | Alexander         |                 |
| 2014 | Heart of Lightness        | Lyngstrand        |                 |
| 2014 | Emulsion                  | Ronny Maze        |                 |
| 2016 | When the Starlight Ends   | Jacob             |                 |
| 2018 | The Spy Who Dumped Me     | Sebastian Henshaw |                 |
| 2020 | Bloodshot                 | Jimmy Dalton      |                 |
| 2021 | To Olivia                 | Paul Newman       |                 |
| 2021 | SAS: Red Notice           | Tom Buckingham    |                 |
| TBA  | Text for You              |                   | Post-produktion |

### Tv
| År      | Titel                                        | Karakter                     | Kanal            | Noter                                         |
| ------- | -------------------------------------------- | ---------------------------- | ---------------- | --------------------------------------------- |
| 2004    | Island at War                                | Philip Dorr                  | PBS              | 5 episoder                                    |
| 2005    | River City                                   | Andrew Murray                | BBC One          | 4 episoder                                    |
| 2006    | The Wild West                                | John Tunstall                | BBC/PBS          | Episode: "Billy the Kid"                      |
| 2007    | Midsomer Murders                             | Ian King                     | ITV              | Episode: "King's Crystal"                     |
| 2007    | Party Animals                                | Adrian Chapple               | BBC              | 2 episoder                                    |
| 2007    | A Very British Sex Scandal                   | Edward McNally               | Channel 4        | Tv-film                                       |
| 2007    | Rebus                                        | Peter Carr                   | ITV              | Episode: "Knots and Crosses"                  |
| 2009    | Breaking the Mould: The Story of Penicillin  | Dr. Charles Fletcher         | BBC Four         | Tv-film                                       |
| 2009    | Doctors                                      | Scott Nielson                | BBC One          | 21 episoder                                   |
| 2010    | First Light                                  | Geoffrey 'Boy' Wellum        | BBC Two          | Tv-film                                       |
| 2010    | Any Human Heart                              | Løjnant McStay               | Channel 4        | Episode: "#1.2"                               |
| 2011    | A Princess for Christmas                     | Prins Ashton af Castlebury   | Hallmark Channel | Tv-film                                       |
| 2014–nu | Outlander                                    | James "Jamie" Malcolm Fraser | Starz            | Hovedrolle; 67 episoder Producer; 12 episoder |
| 2018    | The Adventure Show                           | Sig selv                     | BBC Two Scotland | Episode: "Take A Hike"                        |
| 2021    | Men in Kilts: A Roadtrip with Sam and Graham | Sig selv                     | Starz            | Producer                                      |

## Priser og nomineringer
| År   | Pris                                               | Kategori                                       | Arbejde                  | Resultat  |
| ---- | -------------------------------------------------- | ---------------------------------------------- | ------------------------ | --------- |
| 2012 | MovieGuide Awards                                  | Most Inspirational Television Acting           | A Princess for Christmas | Nomineret |
| 2014 | TV Guide Awards                                    | Favorite Duo delt med Caítriona Balfe          | Outlander                | Vundet    |
| 2015 | IGN Summer Movie Awards                            | Best TV Actor - People's Choice                | Outlander                | Vundet    |
| 2015 | IGN Summer Movie Awards                            | Best TV Actor                                  | Outlander                | Nomineret |
| 2015 | Gold Derby Awards                                  | Drama Lead Actor                               | Outlander                | Vundet    |
| 2015 | Academy of Science Fiction, Fantasy & Horror Films | Best Supporting Actor on Television            | Outlander                | Nomineret |
| 2016 | Academy of Science Fiction, Fantasy & Horror Films | Best Actor on Television                       | Outlander                | Nomineret |
| 2016 | Critics' Choice Television Awards                  | Best Actor in a Drama Series                   | Outlander                | Nomineret |
| 2016 | BAFTA Awards                                       | Best Actor - Television                        | Outlander                | Nomineret |
| 2016 | People's Choice Awards                             | Favorite Sci-Fi/Fantasy TV Actor               | Outlander                | Nomineret |
| 2017 | People's Choice Awards                             | Favorite Sci-Fi/Fantasy TV Actor               | Outlander                | Vundet    |
| 2017 | Academy of Science Fiction, Fantasy & Horror Films | Best Actor on Television                       | Outlander                | Nomineret |
| 2018 | Academy of Science Fiction, Fantasy & Horror Films | Best Actor on Television                       | Outlander                | Nomineret |
| 2018 | Satellite Awards                                   | Best Actor in a Series, Drama/Genre            | Outlander                | Nomineret |
| 2019 | Academy of Science Fiction, Fantasy & Horror Films | Best Actor in a Television Series              | Outlander                | Vundet    |
| 2020 | Gold Derby Awards                                  | Drama Actor                                    | Outlander                | Vundet    |
| 2021 | Critics Choice Super Awards                        | Best Actor in a Science Fiction/Fantasy Series | Outlander                | Nomineret |
| 2021 | Academy of Science Fiction, Fantasy & Horror Films | Best Actor in a Television Series              | Outlander                | Nomineret |